# Lotta Holm
Eva-Lotta Maria Holm, född 28 oktober 1964 i Kärna församling, Östergötlands län, är en svensk sångare och skådespelare.

## Biografi
Holm är utbildad vid Balettakademien i Göteborg. Hon har medverkat i musikaler som Teaterbåten, 
Den italienska halmhatten och Best little whorehouse in Texas och har spelat revy i Linköping i många år. Hon har arbetat med Tjadden Hällström, Lasse Berghagen och Bosse Parnevik. Lotta har tidvis hoppat in i showgruppen Crème Fraiche där hennes storasyster Ann-Sofie Nylund ingår som permanent medlem.